# Harraga
Harragas, también escrito haraga (harrag en singular), del árabe argelino حراقة, ḥarrāga, ḥarrāg, "los que queman", se refiere principalmente a los naturales del Magreb, pero también de países del África negra como Mauritania o Senegal, que emigran ilegalmente a Europa, habitualmente en embarcaciones tipo cayuco o patera. El término "harraga" significa literalmente “quemar”, en alusión a la práctica de los inmigrantes de quemar sus documentos de identidad para evitar ser identificados por las autoridades europeas. Los propios varones del norte de África que emigran ilegalmente se refieren a sí mismos como harragas (quemadores). 
La mayoría de los harraga proceden de Marruecos, Argelia y Túnez, siendo predominantemente adolescentes y jóvenes de entre quince y treinta y cinco años. La voz Harraga también se refiere al acto de cruzar de forma ilegalmente la frontera de un país y al de transgredir una ley . También puede referirse a contrabandistas y traficantes de personas que facilitan directamente la migración regular e irregular.
Harraga (en árabe حراقة) es un neologismo argelino creado a partir de la palabra árabe “hrag”, que significa “quemar” o “los que queman” las fronteras. Se utiliza para describir a los migrantes irregulares del norte de África que intentan partir hacia Europa en barco. El verbo quemar también puede significar saltarse una cola o un semáforo. También se refiere al acto de quemar los documentos de identidad por parte de los emigrantes ilegales que buscan fortuna como solicitantes de asilo en Europa.

## Descripción general
Las primeras referencias al fenómeno de la inmigración ilegal en Europa procedente del Magreb se remontan a la década de 1980, especialmente en países como Francia y Bélgica. Los Harraga que migran a Europa no provienen necesariamente de las comunidades menos educadas o más pobres de sus respectivos países, aunque suele ser lo habitual.

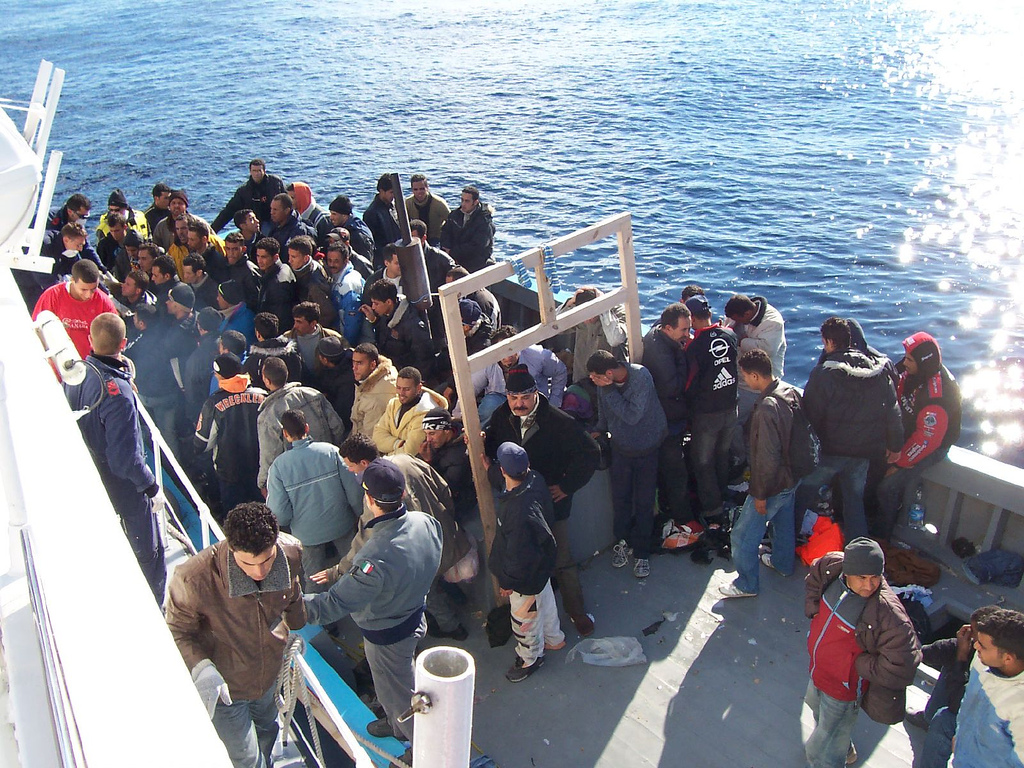
Harragas llegando a Sicilia

El Estrecho de Gibraltar es la ruta habitual de los harraga para llegar a Europa, aunque también acceden a territorio europeo a través de Melilla, Malta o la isla italiana de Lampedusa. Desde estos puntos de entrada a menudo emigran a otras regiones de Europa.
En la costa atlántica del norte de África, harragas mauritanos y senegaleses emplean embarcaciones tipo patera o zodiac, incluso a veces en botes de remo, para alcanzar territorio español en las Islas Canarias. La escasa preparación de dichas embarcaciones para la navegación atlántica ocasiona que la tasa de mortalidad en dichas expediciones suela ser relativamente alta. Los factores de expulsión de la emigración ilegal hacia Europa suelen ser la falta de perspectivas económicas, caso del Magreb, y la existencia de conflictos armados en los países de origen, caso del África negra. En ocasiones, el flujo de emigración irregular también se convierte en un arma de presión política hacia los países europeos, como ocurre en el caso del Marruecos hacia España.
Cabe destacar que tanto en las rutas procedentes del Magreb como de la costa atlántica africana, la organización del flujo de emigración ilegal suele estar controlada por organizaciones criminales dedicadas a la introducción de personas en situación ilegal en terceros países. En ocasiones, las fuerzas y cuerpos de seguridad de varios países europeos han detectado vínculos de estas organizaciones con el narcotráfico e incluso el terrorismo islamista.
Si bien no se puede asociar directamente el fenómeno "harraga" con la criminalidad, en numerosos países europeos se ha detectado la implicación de grupos procedentes de este tipo de inmigración, especialmente de menores no acompañados (conocidos popularmente como "menas"), en actividades delincuenciales en áreas urbanas.